# Emeryson
Emeryson è stato un costruttore di auto da competizione britannico.
Le prime vetture videro la luce nel laboratorio di George Emery e Alan Brown negli anni '30, ma fu il figlio di George, Paul, che assicurò lo sviluppo della casa negli anni '50 con la partecipazione alle competizioni. Le Emeryson debuttarono nella Formula 3 inglese, che prevedeva motori di derivazione motociclistica da 500 cm³ a partire dal 1953. Le vetture, prima con motori Alta e poi Aston Martin furono poco competitive e non ottennero grandi risultati, questo però non scoraggiò Paul Emery che nel 1954 costruì una vettura per la Formula 1 che però fu impiegata solo in gare al di fuori del campionato mondiale e senza ottenere risultati di prestigio.
Nel 1956, Paul Emery disputò la sua prima gara nel campionato, il Gran Premio di Gran Bretagna, con una Emeryson-Alta 56, dove partì 23° ma dovette ritirarsi dopo 11 giri. La monoposto non fu più usata in campionato ed Emery, conscio della mancanza di competitività della vettura decise di proseguire la sua carriera di pilota con una Connaught-Alta.
Nel 1960 Connaught lasciò la Formula 1 ed Emery riprese la sua attività di costruttore, con l'appoggio dei meccanici che lavoravano per la Connaught, costruendo una nuova monoposto di Formula 2. Nel 1961, la giovane squadra Ecurie Nationale Belge (costituita nel 1959) acquistò due Emeryson-Maserati 61 per Lucien Bianchi e Olivier Gendebien, sempre senza risultati. La squadra belga riprogettò le Emeryson per cercare di renderle più competitive ma né Bianchi né Gendebien riuscirono a qualificarsi ai gran premi cui provarono a partecipare, tanto che la ENB decise di passare alle Lotus.
Nel 1962 le Emeryson ottennero per tre volte la qualificazione, Wolfgang Seidel, su Emeryson-Climax 61, partì in ventesima posizione al Gran Premio d'Olanda ma finì non classificato. La squadra fu allora venduta a Hugh Powell che affidò la monoposto a Tony Settember. Settember al Gran Premio di Gran Bretagna, realizzò i migliori risultati di sempre per la marca, qualificandosi diciannovesimo e terminando la gara undicesimo, poi si qualificò al Gran Premio d'Italia senza però terminare la gara.
Nel 1963 le Emeryson-Powell furono ribattezzate Scirocco-Powell SP e motorizzate, di volta in volta, con un BRM o con un Climax, qualificandosi in altre 5 gare del campionato del mondo nel 1963 e 1964. Tuttavia Emeryson non sparì dal mondo delle competizioni automobilistiche ma Paul Emery e suo figlio costruirono ancora vetture destinate alla Formula Junior.